# گریم براون
گریم براون (ایتالیایی: Graeme Brown؛ زادهٔ ۹ آوریل ۱۹۷۹) دوچرخه‌سوار اهل استرالیا است.
از باشگاه‌هایی که در آن رکاب زده‌است می‌توان به تیم دوچرخه‌سواری دراپاک، باردیانی–سی‌اس‌اف، و تیم لوتوان‌ال–یومبو اشاره کرد.
وی در مسابقات کشوری و بین‌المللی در مجموع برندهٔ ۲ مدال طلا شده‌است.